# Recopa d'Europa de futbol 1995-96
La Recopa d'Europa de futbol 1995-96 fou la trenta-sisena edició de la Recopa d'Europa de futbol. La final fou guanyada pel Paris Saint-Germain a la final davant del SK Rapid Wien.

## Ronda preliminar
| Equip 1                   | Global | Equip 2               | Anada | Tornada |
| ------------------------- | ------ | --------------------- | ----- | ------- |
| CS Tiligul-Tiras Tiraspol | 2-3    | FC Sion               | 0-0   | 2-3     |
| Vác FC Samsung            | 2-4    | FK Sileks Kratovo     | 1-1   | 1-3     |
| TPS                       | 1-3    | KS Teuta              | 1-0   | 0-3     |
| FC Vaduz                  | 1-14   | SK Hradec Králové     | 0-5   | 1-9     |
| APOEL                     | 3-0    | PFC Neftchi           | 3-0   | 0-0     |
| Wrexham FC                | 0-1    | Petrolul Ploieşti     | 0-0   | 0-1     |
| Valletta                  | 2-5    | FK Inter Bratislava   | 0-0   | 2-5     |
| FC Xakhtar Donetsk        | 5-1    | Linfield FC           | 4-1   | 1-0     |
| FK Žalgiris Vilnius       | 3-2    | NK Mura Murska Sobota | 2-0   | 1-2     |
| GKS Katowice              | 2-2(p) | Ararat Yerevan        | 2-0   | 0-2(pr) |
| FK Obilic                 | 2-3    | FC Dinamo Batumi      | 0-1   | 2-2     |
| Derry City FC             | 1-2    | PFC Lokomotiv Sofia   | 1-0   | 0-2     |
| Maccabi Haifa FC          | 6-3    | KÍ Klaksvík           | 4-0   | 2-3     |
| FC Dinamo-93 Minsk        | 2-3    | Molde FK              | 1-1   | 1-2     |
| CS Grevenmacher           | 3-4    | KR                    | 3-2   | 0-2     |
| DAG-Liepaya               | 3-0    | FC Lantana Tallinn    | 3-0   | 0-0     |

## Primera ronda
| Equip 1                    | Global | Equip 2                | Anada | Tornada |
| -------------------------- | ------ | ---------------------- | ----- | ------- |
| FK Žalgiris Vilnius        | 2-3    | Trabzonspor            | 2-2   | 0-1     |
| APOEL                      | 0-8    | Deportivo de La Coruña | 0-0   | 0-8     |
| FK Inter Bratislava        | 1-5    | Real Zaragoza          | 0-2   | 1-3     |
| Club Brugge                | 2-1    | FC Xakhtar Donetsk     | 1-0   | 1-1     |
| PFC Lokomotiv Sofia        | 3-3(c) | Halmstads BK           | 3-1   | 0-2     |
| KS Teuta                   | 0-4    | Parma F.C.             | 0-2   | 0-2     |
| Molde F.K.                 | 2-6    | Paris Saint-Germain    | 2-3   | 0-3     |
| FC Dinamo Batumi           | 2-7    | Celtic FC              | 2-3   | 0-4     |
| Borussia Mönchengladbach   | 6-2    | FK Sileks Kratovo      | 3-0   | 3-2     |
| AEK Atenes                 | 4-2    | FC Sion                | 2-0   | 2-2     |
| KR                         | 3-6    | Everton FC             | 2-3   | 1-3     |
| DAG-Liepaya                | 0-13   | Feyenoord Rotterdam    | 0-7   | 0-6     |
| FC Dynamo Moscou           | 4-1    | Ararat Yerevan         | 3-1   | 1-0     |
| SK Hradec Králové          | 7-2    | FC København           | 5-0   | 2-2     |
| Sporting Clube de Portugal | 4-0    | Maccabi Haifa FC       | 4-0   | 0-0     |
| SK Rapid Wien              | 3-1    | Petrolul Ploieşti      | 3-1   | 0-0     |

## Segona ronda
| Equip 1                    | Global | Equip 2                | Anada | Tornada |
| -------------------------- | ------ | ---------------------- | ----- | ------- |
| Trabzonspor                | 0-4    | Deportivo de La Coruña | 0-1   | 0-3     |
| Real Zaragoza              | 3-1    | Club Brugge            | 2-1   | 1-0     |
| Halmstads BK               | 3-4    | Parma F.C.             | 3-0   | 0-4     |
| Paris Saint-Germain        | 4-0    | Celtic FC              | 1-0   | 3-0     |
| Borussia Mönchengladbach   | 5-1    | AEK Atenes             | 4-1   | 1-0     |
| Everton FC                 | 0-1    | Feyenoord Rotterdam    | 0-0   | 0-1     |
| FC Dynamo Moscou           | 1(p)-1 | SK Hradec Králové      | 1-0   | 0-1(pr) |
| Sporting Clube de Portugal | 2-4    | SK Rapid Wien          | 2-0   | 0-4(pr) |

## Quarts de final
| Equip 1                  | Global | Equip 2             | Anada | Tornada |
| ------------------------ | ------ | ------------------- | ----- | ------- |
| Deportivo de La Coruña   | 2-1    | Real Zaragoza       | 1-0   | 1-1     |
| Parma F.C.               | 2-3    | Paris Saint-Germain | 1-0   | 1-3     |
| Borussia Mönchengladbach | 2-3    | Feyenoord Rotterdam | 2-2   | 0-1     |
| FC Dynamo Moscou         | 0-4    | SK Rapid Wien       | 0-1   | 0-3     |

## Semifinals
| Equip 1                | Global | Equip 2             | Anada | Tornada |
| ---------------------- | ------ | ------------------- | ----- | ------- |
| Deportivo de La Coruña | 0-2    | Paris Saint-Germain | 0-1   | 0-1     |
| Feyenoord Rotterdam    | 1-4    | SK Rapid Wien       | 1-1   | 0-3     |

## Final
| Paris Saint-Germain | 1 – 0 | Rapid Wien |
| ------------------- | ----- | ---------- |
| N'Gotty 28'         |       |            |

| Guanyador de la Recopa d'Europa 1995-96 |
| --------------------------------------- |
| Paris Saint-Germain Primer títol        |